# Positano
Positano (Pusitano in campano) è un comune italiano di 3 656 abitanti della provincia di Salerno in Campania.
Situato alle propaggini occidentali della costiera amalfitana, dal 1997 è iscritto (assieme agli altri paesi del territorio) nella lista dei patrimoni dell'umanità dell'UNESCO.

## Geografia fisica

### Territorio
(Astolphe de Custine)
Grazie al clima mite e alla bellezza del paesaggio, Positano è stato un luogo di villeggiatura sin dall'epoca dell'Impero romano, come attestano il rinvenimento di una villa e ulteriori rinvenimenti risalenti al 2004. Tipiche le tantissime scalinate che dall'alto del paese giungono in basso, alla spiaggia. Le spiagge principali sono la Spiaggia Grande e quella di Fornillo, entrambe raggiungibili a piedi; le altre sono La Porta, Arienzo e San Pietro Laurito, tutte raggiungibili principalmente via mare.
- Classificazione sismica: zona 3 (sismicità bassa), Ordinanza PCM. 3274 del 20/03/2003.

### Clima
Il clima di Positano grazie alla sua posizione è molto mite, di tipo mediterraneo; gli inverni sono assai tiepidi con temperature minime che non scendono quasi mai al di sotto dei 6 °C, mentre le estati sono lunghe, calde e assolate ma spesso rinfrescate dalla brezza marina.

## Origini del nome
Il nome potrebbe derivare da Posides, appellativo del liberto romano che fece ivi costruire una villa, o dal greco "terra scoscesa". Esiste inoltre una leggenda secondo cui la Madonna Nera, trasportata per mare, invocò i navigatori dicendo loro "Posa , Posa", venendo così sbarcata nel paese (che all'epoca si chiamava Mortelle).

## Storia
Le prime testimonianze di un insediamento a Positano risalgono alla preistoria, più precisamente al Paleolitico Superiore in cui la Grotta "La Porta" era frequentata da popoli di raccoglitori e cacciatori. Questa piccola caverna, situata a 120 m s.l.m. e a 10 m sulla strada statale, era un tempo molto ampia di cui è ancora possibile distinguere la parte terminale e due nicchie. Nel 1955, Antonio M. Radmilli (Università di Pisa) organizza diverse ricognizioni per individuare frequentazioni preistoriche, sia in superficie sia in alcune grotte. Durante gli scavi sono emersi diversi fossili, tra cui alcuni di tipo malacologico, come gusci di molluschi, mentre la fauna è rappresentata da resti di mammiferi (cinghiale, stambecco, cervo e capriolo), uccelli, anfibi e pesci. I rinvenimenti hanno fatto supporre che le genti che frequentavano le grotte avessero un'economia basata prevalentemente sulla raccolta di molluschi, mentre la caccia agli uccelli, come anche ai mammiferi, era piuttosto marginale[1].
Nonostante la tradizione legata al mito delle sirene, non vi sono notizie riguardanti una frequentazione greca della costa di Positano.
Le prime attestazioni archeologiche risalgono al I secolo a.C., quando sulla costa della Penisola Sorrentina furono costruite lussuose ville romane. A Positano una occupava la baia e l'altra si estendeva sull'isola del Gallo Lungo, "un tipico esempio di come sono stati utilizzati in età claudia anche spazi più reconditi di una costa selvaggia senza rispetto addirittura per gli scogli che, secondo la leggenda, sarebbero serviti da dimora delle sirene[2]". Queste ville appartengono al "tipo disperso", cioè formate da diverse strutture non raggruppate tra loro delimitate da giardini[3]. Non si conoscono ancora i nomi dei proprietari, ma sicuramente si tratta di contesti elitari; secondo un'ipotesi dell'archeologo Matteo Della Corte, la villa potrebbe essere opera di un Posides, liberto dell'imperatore Claudio, da cui discenderebbe anche il nome di Positano.
La Villa di Positano viene descritta per la prima volta da Karl Weber nel 1758, che allora soprintendeva gli scavi a Ercolano e Pompei. All'inizio del '900, Mingazzi e Pfister[4], effettuarono alcuni saggi per meglio comprendere la struttura, sia della baia di Positano, sia del Gallo Lungo. Maiuri[5] descrive alcuni resti, ancora visibili negli anni '60, come un peristilium di colonne in laterizio stuccate. Il complesso è stato oggetto di scavi sistematici dal 2003, che hanno interessato la zona sottostante l'oratorio della chiesa di Santa Maria Assunta e, il sito è stato inaugurato il 18 luglio 2018, con il nome di MAR (Museo Archeologico Romano) Santa Maria Assunta Positano.
Le successive attestazione di insediamento risalgono al X secolo, quando è testimoniata la presenza di un complesso abbaziale benedettino dedicato a San Vito e a Santa Maria[6][7]. L'istituzione ha lunga vita, giunge infatti fino al XVIII secolo.
Con la dominazione angioina prima e aragonese poi, la linea costiera fu fortificata da una serie di torri di guardia per contrastare le incursioni nemiche. Sul versante marittimo vi sono la Torre di Fornillo, Trasìta e Sponda, e un'altra era di vedetta sul Gallo Lungo; le altre sono all'interno del paese, oggi inglobate nell'abitato[8][9].
Il '700 fu un periodo di floridezza, come testimoniato dalle ville tardo-barocche edificate lungo il versante orientale. La città, da sempre strategico snodo commerciale fin da quando partecipava ai traffici della Repubblica Amalfitana, mise a frutto le proprie risorse diventando in pochi decenni una delle piazze commerciali più importanti del regno. Buona parte dei cittadini divennero armatori e mercanti, arricchendosi con il commercio di tessuti pregiati, legnami, spezie e altri prodotti raffinati. I positanesi fondarono basi e avamposti in varie città d'Italia e finanche all'estero, nei paesi di interesse commerciale, Medio Oriente, Nord Europa e America del Sud. Furono diverse le famiglie che fecero fortuna in quel periodo, tra cui le più importanti si possono annoverare: Cinque, Attanasio, Stajano, di Palma, de Martino, Montuori, Talamo e Rossi. Queste famiglie si costituirono in società di "negozianti" finanziate dai due banchieri del paese, che condividevano fortune e sfortune negli affari. Affari che cominciarono a diminuire sulla fine del secolo per poi interrompersi quasi del tutto agli inizi del diciannovesimo secolo, a causa delle guerre condotte da Napoleone, della mutata situazione internazionale, dell'insicurezza delle rotte commerciali e della concorrenza. I mercanti più attivi decisero così di trasferirsi in altre città portuali (in cui spesso avevano già basi commerciali) per continuare i loro affari, come Messina, Palermo, Napoli, Salerno, Gallipoli, Bari e Monopoli.
Dal 1806 al 1860 è stato capoluogo dell'omonimo circondario appartenente al Distretto di Salerno del Regno delle Due Sicilie. A seguito dell'Unità d'Italia, molti positanesi emigrarono in altre città. Dal 1860 al 1927, durante il Regno d'Italia è stato capoluogo dell'omonimo mandamento appartenente al Circondario di Salerno.
Dopo la prima guerra mondiale, nella quale Positano pagò un altissimo tributo di sangue, molti artisti come Vincenzo Caprile, e letterati russi e tedeschi, vi trovarono rifugio, eleggendola a loro dimora. Tra i tanti ricordiamo Semenov, Zagarouiko, Essad Bey, Clavel, Escher, Massine, Kovaliska, ecc. che con le loro opere fecero conoscere questo angolo di paradiso al mondo intero[10].
Il boom turistico si è avuto nel secondo dopoguerra, ma pur avendo avuto un intenso sviluppo, Positano ha saputo conservare la sua caratteristica peculiare di città verticale.

### Simboli
Lo stemma e il gonfalone del comune di Positano sono stati concessi con decreto del presidente della Repubblica del 3 novembre 2009.
Il gonfalone è un drappo di azzurro.

## Monumenti e luoghi d'interesse

### Architetture religiose
- Collegiata di Santa Maria Assunta. La storia della chiesa è legata all'Abbazia benedettina di Santa Maria che, secondo la tradizione fu eretta in seguito all'arrivo dell'icona bizantina della Madonna Nera, oggi collocata sull'altare principale. L'aspetto attuale risale ai lavori compiuti tra il 1777 e il 1782, e ai restauri degli stucchi e delle dorature eseguiti il secolo successivo. Altri lavori importanti si datano al 1982 per adeguarsi alle esigenze della riforma liturgica del Concilio Vaticano II. Il sagrato è delimitato a nord dal campanile e a est dalla nuova facciata della chiesa in marmo. La torre campanaria fu riedificata nel 1707 per opera di uno sconosciuto frate cappuccino ricordato in un frammento di lapide (attualmente murata sulla parete esterna della chiesa, lungo via Rampa Teglia). Al disopra della porta è incastonato un bassorilievo di epoca medioevale raffigurante una pistrice e sopra di esso una lapide posta nel 1902 a ricordo del positanese Flavio Gioia, leggendario inventore della bussola, che dà il nome alla piazza.
- Chiesa di Santa Maria delle Grazie. Situata nella zona alta del paese, la chiesa Nuova domina il quartiere che prende il suo nome. Non si conoscono le origini ma è noto che fu ricostruita su una precedente cappella del XI secolo, forse dedicata al Santissimo Sacramento. Le sue caratteristiche distintive attuali come la sua forma ellittica, la copertura a cupola, gli ampi finestroni, che permettono un'illuminazione naturale, nonché il pregiato pavimento in maiolica con decorazione fitomorfa, risalgono ai restauri del ‘700. Rappresenta uno dei principali monumenti del periodo barocco realizzati a Positano e in Costiera. In questa Chiesa si festeggia solennemente la Madonna delle Grazie, la prima domenica di luglio.
- Chiesa di Santa Margherita (Fornillo). La piccola cappella è stata edificata per volere della Famiglia Porcelli, come indica un'epigrafe in marmo ancora visibile sul lato destro della facciata. La pianta è quadrangolare e la copertura è a volta a botte lunettata, decorata con dischi in maiolica con croci. Il pavimento ben conservato è di maiolica con motivi floreali, in alcuni tratti interrotto dalla botola per l'accesso alla terra santa e da due lapidi. Sull'ingresso vi è la cantoria con l'organo e la santa patrona si festeggia il 20 luglio.
- Chiesa di Santa Caterina (Punta Reginella-Fornillo). La chiesa è stata ricostruita a cura degli abitanti del rione in seguito alla sua demolizione, avvenuta a causa della costruzione di via Pasitea, negli anni trenta. Si discosta dalle altre chiese del paese poiché si ispira allo stile neogotico. Presenta una copertura ad archi acuti incrociati e conserva ancora gli originali altari settecenteschi in ricchi marmi policromi. La cappella, dedicata a santa Caterina d'Alessandria vergine e martire, che si festeggia il 25 novembre, fu eretta anticamente da mercanti marittimi che commerciavano in tutto il bacino del Mediterraneo, fu restaurata dalla famiglia Cinque.
- Chiesa di San Giacomo (Liparlati). La chiesetta è visibile dal centro storico per il suo campanile terminante con guglia a cipolla maiolicata, che l'ha resa protagonista in diversi dipinti raffiguranti Positano. Fondata dalla famiglia Parrata, presenta una sola navata con copertura a volta lunettata e quattro oblò che permettono di lasciar entrare la luce esterna. Il pavimento settecentesco, consunto dal tempo riportata i simboli dei pellegrini che si recavano a Santiago di Compostela: il bordone col nodo al centro, la conchiglia e la mantella. L'apostolo si festeggia solennemente il 25 luglio, con la suggestiva processione attraverso le stradine del rione.
- Chiesa di Maria Santissima del Rosario (Mulini). La chiesa è situata in piazza dei Mulini, è priva di campanile e ha un'origine molto antica. Fu parte del complesso domenicano fondato nel 1614, soppresso nel 1652 da papa Clemente X. Così la chiesa, spogliata di gran parte dei suoi tesori, fu trasformata in tribunale. In seguito, restituita al culto, divenne sede della congrega del Santo Rosario. Dopo il crollo della sacrestia a causa del terremoto del 1980, la chiesa è stata ancora una volta interdetta al culto e finalmente riaperta nel 2006. Si compone di un'unica navata rettangolare con volta a botte. Il portale in tufo è riccamente scolpito e sulla sommità è collocata una finestra in vetri policromi di moderna fattura raffigurante l'Annunciazione. All'interno vi sono alcune lapidi sepolcrali e, nella zona presbiteriale, conserva un sarcofago romano di incerta provenienza, raffigurante un corteo danzante. Al centro dell'altare, in una nicchia, è custodita la statua ottocentesca della Madonna del Rosario, che si festeggia solennemente il 7 ottobre.
- Chiesa di San Giovanni (via San Giovanni). Citata dalle fonti come San Giovanni de Pastinielloseu trabucco è una piccola chiesa costruita tra le scale. Al suo interno è possibile ammirare un dipinto raffigurante il Battesimo di Cristo, recentemente restaurato, e l'originale altare in stucco, un tempo coperto da un altro realizzato in marmi policromi con motivi vegetali e al centro culminante con la figura stante di Sant'Antonio di Padova. La dedicazione a san Giovanni Battista, il pavimento decorato con la rosa dei venti e il particolare paliotto, inducono a credere che, in origine, detta chiesa sia stata fondata dall'ordine degli Ospedalieri, fondato da fra Gerardo Sasso di Scala, divenuto poi Sovrano Ordine Militare di Malta, che aveva come protettore san Giovanni Battista, cui dedicarono molte chiese. Sulla parete frontale della sacrestia è murata un'antica urna cineraria, adibita in passato a lavacro. Vi è rappresentata la deposizione di un giovane, che potrebbe anche essere la trasposizione del Cristo, retto da due figure maschili. In questa cappella si celebrano il triduo e la solennità della Natività di San Giovanni Battista, il 24 giugno, e la memoria del martirio del Precursore, il 29 agosto.
- Chiesa di San Matteo (via Monte). La chiesetta di San Matteo si inserisce così armoniosamente tra le case del contesto edificato che si fa quasi fatica a riconoscerla, soprattutto per le sue piccole dimensioni e la semplicità della facciata esterna, priva di elementi decorativi. Non si conosce l'epoca della sua fondazione, ma è attestata come una delle chiese più antiche di Positano. La prima notizia risalirebbe al 1671, quando la chiesa era beneficio del vescovo di Lacedonia, mons. Girolamo Campanile. Le pareti sono ornate con stucchi a rilievo e lesene. Da una prima lettura delle forme architettoniche prevalenti si può dedurre che i lavori di restauro furono eseguiti dagli stessi artisti, decoratori e maestranze che operarono a Positano nello stesso periodo. Analoghi particolari emergono nei tre angeli in stucco simili a quelli posti nella navata centrale della chiesa dell'Assunta e della chiesa di Santa Margherita.
- Chiesa di San Pietro (Laurito). La cappella della frazione Laurito, dedicata a san Pietro, fu edificata nell'800 da Filippo Talamo nella parte alta dopo il crollo della precedente più prossima alla spiaggia di Laurito. È a pianta rettangolare a navata unica. Caratteristica l'abside in vetro che lascia una splendida vista sul mare. Al di sopra dell'arco dell'abside un dipinto rappresenta l'Immacolata e san Pietro con il caratteristico sfondo di Laurito. Sulle pareti laterali si ammirano i recenti affreschi di Passalacqua che rappresentano rispettivamente la pesca miracolosa e la consegna delle chiavi a San Pietro. Spettacolare la festa in onore del Santo che si svolge ogni anno il 29 giugno[12].
- Cimitero. Si trova in una zona panoramica, nel quartiere Liparlati, sul medesimo costone roccioso su cui sorgono gli abitati di Montepertuso e Nocelle. Il luogo racchiude un fascino particolare: la stradina che conduce al monumento è punteggiata da ville nobiliari ottocentesche caratterizzate dalle pregevoli architetture e dal cimitero si ha un'ampia vista sull'intera costiera amalfitana e penisola sorrentina, fino a riuscire a scorgere, nelle giornate più limpide, i faraglioni di Capri. L'ultima parte della via è denominata "via Stefan Andres" in quanto lo scrittore, originario di Treviri, visse a Positano e in particolare nel quartiere per un lungo periodo assieme alla sua famiglia. Al centro dell'area sorge una piccola cappella con volta a botte, dalle forme semplici e quasi del tutto priva di decorazioni. Le tombe sembrano riprendere la conformazione dell'insediamento positanese: sono disposte su più terrazze e composte da piccole casette bianche, dal tetto a doppio spiovente sormontato da una croce e, spesso, ospitano al loro interno un intero nucleo familiare. Molte sono le sepolture di personaggi stranieri che hanno vissuto a Positano e hanno scelto di rimanervi. Tra i personaggi più illustri si ricorda Essad Bey, scrittore azero, la cui deposizione è sormontata da una stele in marmo rivolta verso La Mecca, secondo il rito musulmano; Michail Semenov, scrittore russo, sepolto assieme alla moglie Valeria Teja; Teodor Massine, padre di Léonide Massine celebre ballerino russo che abitò le isole Li Galli; Ivan Zagorujko sulla cui lapide è riportata la sua frase preferita: "Come è bello il mondo di Dio"; Mechthild Andres, figlia dello scrittore tedesco Stefan Andres, morta a 9 anni, nel novembre del 1942, per malnutrizione e tifo[13].

### Architetture militari
- Torri di guardia. Nel Basso Medioevo, tutta la costa fu fortificata con torri di avvistamento che sfruttavano la morfologia del territorio. Positano vide la costruzione di alcuni apparati difensivi, ancora oggi visibili dal mare. 
  - Torre della Sponda è la più antica e presenta ancora la forma cilindrica originale, tipica del periodo angioino, e una base con le pareti a scarpata. È databile al XIII secolo quando Roberto d'Artois fortifica la sede della badia di Santa Maria. Collocata a ridosso del centro abitato, svolgeva funzioni di avvistamento. In epoca vicereale, la torre viene adeguata al nuovo sistema difensivo quindi si demolisce una parte della volta dell'ultimo livello per costruire una piazza scoperta sul fronte mare, e vengono aggiunte le tipiche troniere per l'uso di archibugi. Nel 1817 la torre ebbe una prima trasformazione per essere adibita ad abitazione. In seguito è diventata proprietà privata.
  - Torre Trasìta è situata tra la spiaggia di Fornillo e la Marina Grande. Le prime notizie risalgono all'epoca vicereale. Si tratta di una struttura circolare che aveva funzioni di torre di sbarramento. Nel 1817 fu messa in vendita e da quell'epoca è di proprietà privata, subendo negli ultimi anni diverse trasformazioni che ne hanno stravolto l'edificio.
  - Torre di Fornillo situata all'estremità della spiaggia omonima, sorge su uno sperone roccioso a picco sul mare. È una torre di sbarramento realizzata nel periodo vicereale con una pianta che si adatta alla conformazione del territorio. Ormai rudere, nel 1909 fu acquistata dallo svizzero Gilbert Clavel, che l'ha ricostruita rispettando la particolare forma pentagonale.
  - Torre di Renzo, ha funzione di sbarramento ed è appena visibile lungo la costa. Fa parte della rete di fortificazione volute nel periodo vicereale. Fu acquistata nel 1915 dallo scrittore russo Michail Nikolaevič Semënov, che possedeva già il vicino mulino sulla spiaggia di Arienzo.
  - Torre del Gallo Lungo sita nell'arcipelago de Li Galli. La sua funzione è strategica a controllo sia delle comunicazioni marittime sia della baia di Positano. La costruzione risale all'epoca angioina, quando Pasquale Celentano chiese il permesso di costruirla a sue spese. Nel 1922 Léonide Massine acquistò l'arcipelago, trasformando la costruzione in abitazione[14].

### Siti archeologici
- MAR Positano (Museo Archeologico Romano) Santa Maria Assunta. Il museo[9], inaugurato il 18 luglio 2018, è un sito archeologico musealizzato. Il complesso ipogeo è suddiviso in due cripte e un ambiente della villa romana. Le pareti della stanza affrescata di epoca imperiale costituiscono l'unico esempio di pittura parietale delle ville romane in costiera amalfitana. I colori particolarmente brillanti sono una peculiarità del sito. Sono previste ulteriori indagini archeologiche, finalizzate al recupero di altre sale del complesso.

## Società

### Evoluzione demografica
Abitanti censiti

Al 31 dicembre 2019, a Positano risultavano residenti 177 cittadini stranieri, principalmente provenienti dall'Ucraina (47).

### Religione
La maggioranza della popolazione è di religione cristiana di rito cattolico appartenenti all'arcidiocesi di Amalfi-Cava de' Tirreni.

## Geografia antropica

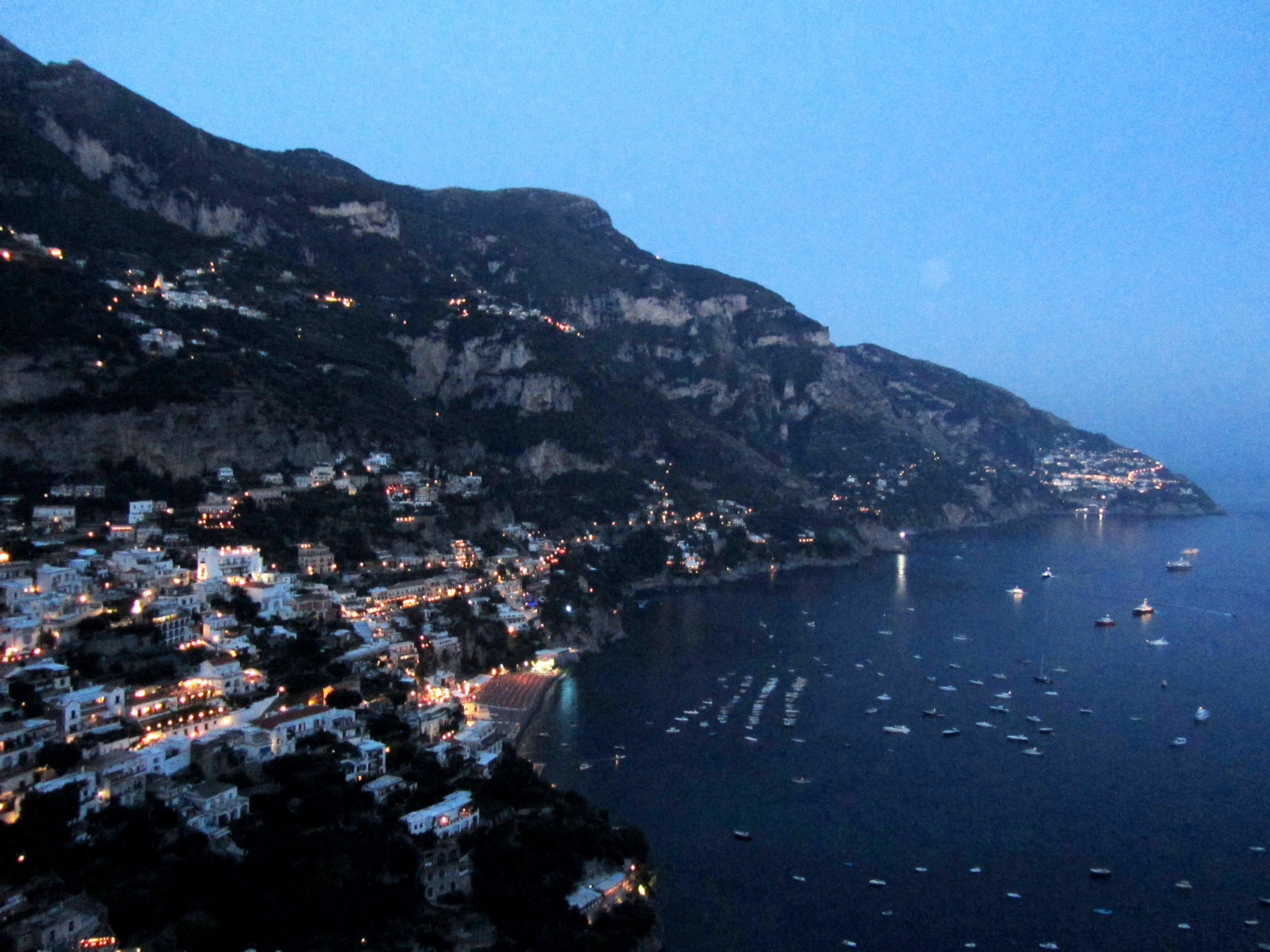
Vista notturna su Positano

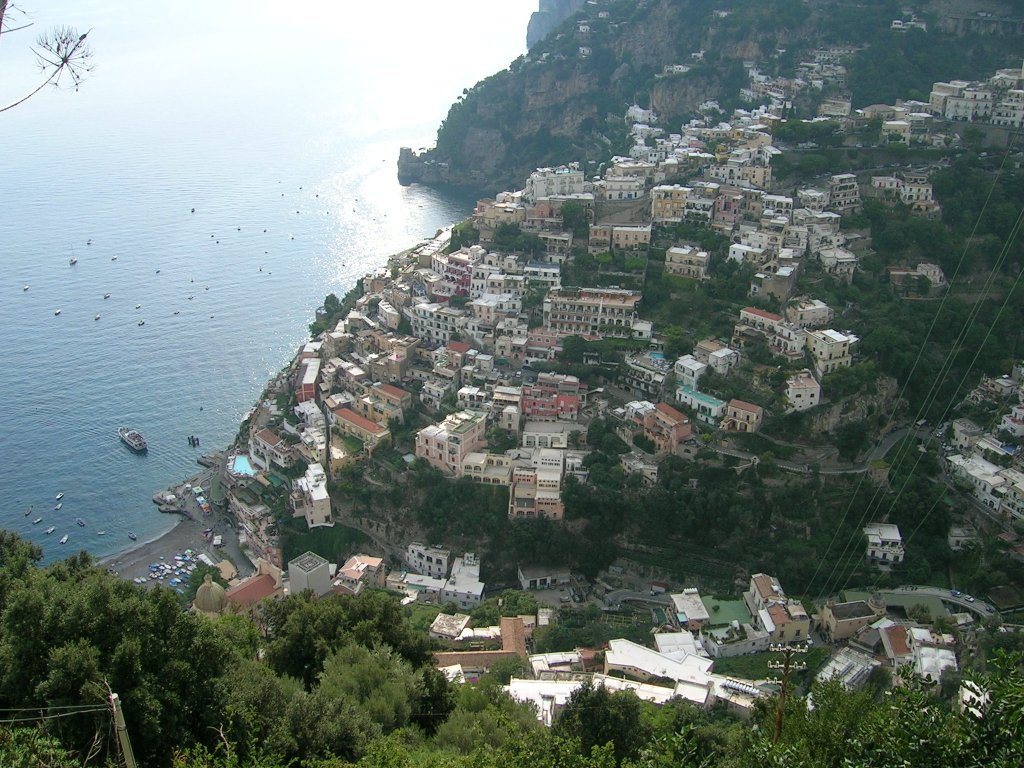
Vista del paese

### Frazioni

#### Montepertuso
È conosciuta per il monte forato che sormonta il piccolo villaggio, da cui prende il nome. Secondo una leggenda, il demonio sfidò la Madonna proponendole di realizzare un buco nella montagna ed ella con il dito indice vi riuscì. Il Diavolo sconfitto, precipitando lascia le impronte degli zoccoli e la coda sulla roccia sottostante. In onore di questo miracolo ogni 2 luglio si rievoca la leggenda legata alla Madonna con spettacoli pirotecnici e audiovisivi.
Montepertuso è il luogo di origine della famiglia di commercianti e armatori De Martino che all'inizio del XIX secolo, con Michele De Martino, si trasferì a Monopoli, da dove ampliò i propri traffici marittimi con veloci velieri fino in America, in Russia, in Francia, commerciando soprattutto olio d'oliva e grano.

#### Nocelle
L'etimologia del nome deriva dal latino nova cella e non da nocciola come si tenderebbe facilmente ad associare. Il borgo si trova sulla parte più alta del Comune di Positano ed era raggiungibile esclusivamente percorrendo un sentiero da Montepertuso oppure tramite una lunga scala che la collega con il quartiere di Arienzo. Negli ultimi anni è divenuto punto di sosta per escursionisti che attraversano il famoso sentiero degli Dei. Il panorama da Nocelle è particolarmente suggestivo e si può persino scorgere l'isola di Capri con i faraglioni e l'intera linea costiera fino a Punta Campanella.

#### Laurito
Situata all'estremità sud di Positano, la frazione è immersa nel verde ed è attraversata dalla S.S. 163. La frazione è caratterizzata da una piccola spiaggia, raggiungibile sia tramite una scala, sia dal mare.

## Economia
Popolare destinazione turistica internazionale, è soprannominata "città verticale" in ragione della peculiare conformazione morfologico-urbanistica. Dal 1997, in quanto parte della Costa d'Amalfi, il territorio comunale è stato dichiarato patrimonio dell'Umanità dell'UNESCO.

## Infrastrutture e trasporti

### Strade
- Strada statale 163 Amalfitana, principale asse viario di accesso al territorio comunale.
- Strada provinciale 425 Positano-Montepertuso-Vallone Porto verso Nocelle.

### Mobilità urbana
La mobilità è affidata, per i trasporti urbani, alla società Mobility Amalfi Coast Srl, aderente alla Società Consortile Salernitana Trasporti.

### Molo Léonide Massine
Il porto consente i collegamenti con Amalfi, Capri, Sorrento, Ischia e Salerno.

## Amministrazione

### Sindaci
| Periodo | Periodo   | Primo cittadino           | Partito                             | Carica                    | Note |
| ------- | --------- | ------------------------- | ----------------------------------- | ------------------------- | ---- |
| 1996    | 2000      | Domenico Marrone          | centrosinistra                      | Sindaco                   |      |
| 2000    | 2004      | Pietro Ottavio Fusco      | centro                              | Sindaco                   |      |
| 2004    | 2005      | Angelo Gabriele Di Prisco |                                     | Commissario Straordinario |      |
| 2005    | 2010      | Domenico Marrone          | lista civica                        | Sindaco                   |      |
| 2010    | 2015      | Michele De Lucia          | lista civica                        | Sindaco                   |      |
| 2015    | 2020      | Michele De Lucia          | lista civica "L'Alba della Libertà" | Sindaco                   |      |
| 2020    | in carica | Giuseppe Guida            | lista civica "L'Alba della Libertà" | Sindaco                   |      |

### Gemellaggi
- Thurnau[13]
- Teresina

### Altre informazioni amministrative
Le competenze in materia di difesa del suolo sono delegate dalla Regione Campania all'Autorità di Bacino Regionale Campania Sud ed Interregionale per il bacino idrografico del fiume Sele,
ex Autorità di bacino regionale Destra Sele.

## Sport
La principale squadra calcistica di Positano è il San Vito Positano che nella stagione 2014-15 ha militato nel campionato di Promozione. La squadra salvata dal fallimento, grazie al conduttore e giornalista Alessandro Cecchi Paone che ha rilevato la società salvandola in extremis, e portata alla vittoria del campionato nella stessa stagione e alla promozione in Eccellenza campana.